# Soikiella
Soikiella is een geslacht van vliesvleugeligen uit de familie Trichogrammatidae. De wetenschappelijke naam van dit geslacht is voor het eerst geldig gepubliceerd in 1934 door Novicki.

## Soorten
Het geslacht Soikiella omvat de volgende soorten:
- Soikiella asiatica Lou & Yuan, 1997
- Soikiella mongibelli Novicki, 1934
- Soikiella occidentalis Velten & Pinto, 1990